# Costa Netto
José Carlos Costa Netto, dit Costa Netto, né à São Paulo le 31 mai 1954, est un juge, producteur culturel et parolier brésilien.

## Biographie
Diplômé de la Faculté de droit de l'Université presbytérienne Mackenzie, promotion 1976, titulaire d'une maîtrise et d'un doctorat en droit de l'Université de São Paulo, il a été nommé en mai 2015 au poste de juge à la Cour de justice de l'État de São Paulo.
Parolier de plusieurs classiques du Samba, notamment avec Eduardo Gudin, il est l'auteur du livre "Ecad, cadê o meu? - un livre humoristique sur le droit d'auteur dans la musique populaire, illustré par Paulo Caruso. 